# Argumento de Sołtan
El argumento de Sołtan es una teoría astrofísica elaborada en 1982 por el astrónomo polaco Andrzej Sołtan. Sostiene que si los cuásares se formaran por la acreción en un agujero negro supermasivo, entonces esos agujeros negros supermasivos deben existir en nuestro universo local como cuásares "muertos".

## Historia
Ya en 1969, Donald Lynden-Bell escribió un artículo sugiriendo que se encontraron "cuásares muertos" en el centro de la Vía Láctea y galaxias cercanas, argumentando que, dados los recuentos de números de cuásares, las luminosidades, las distancias y la eficiencia de acreción en una "garganta de Schwarzschild" a través de la última órbita circular estable (tenga en cuenta que el término agujero negro había sido acuñado sólo dos años antes y todavía estaba ganando uso popular), aproximadamente 1010 cuásares existían en el universo observable. Lynden-Bell atribuyó esta densidad numérica de "cuásares muertos" a objetos de alta relación masa / luz que se encuentran en el centro de las galaxias. Este es esencialmente el argumento de Sołtan, aunque falta la conexión directa entre las masas de los agujeros negros y las funciones de luminosidad del cuásar. En el artículo, Lynden-Bell también sugiere algunas ideas radicales que ahora están completamente integradas en la comprensión moderna de la astrofísica, incluido el modelo de que los discos de acreción están respaldados por campos magnéticos, que los rayos cósmicos extragalácticos se aceleran en ellos, y estima que dentro de un orden de magnitud las masas de varios de los agujeros negros supermasivos más cercanos, incluidos los de la Vía Láctea, M31, M32, M81, M82, M87 y NGC 4151 .
Trece años después, Sołtan mostró explícitamente que la luminosidad ( {\displaystyle L} ) de los cuásares se debió a la tasa de acumulación de masa en los agujeros negros dada por:
{\displaystyle L=\epsilon {\dot {M}}c^{2}}
donde
- {\displaystyle \epsilon } es el factor de eficiencia
- {\displaystyle {\dot {M}}} es la tasa de tiempo de caída de masa en el agujero negro
- {\displaystyle c} es la velocidad de la luz[2]

Dado el número de cuásares observados en varios corrimientos al rojo, pudo derivar una densidad de energía integrada debido a la producción de cuásares. Dado que los observadores en la Tierra tienen un flujo limitado, siempre existen más cuásares de los que se observan y, por lo tanto, la densidad de energía que derivó es un límite inferior . Obtuvo el valor de aproximadamente 10-10 ergios por metro cúbico .
Sołtan calculó la densidad de masa del material acumulado, ya que está directamente relacionada con la densidad de energía de la luz del cuásar. Derivó un valor de aproximadamente 10 14 masas solares por Gigapársec cúbico. Esta masa se distribuiría de forma discreta (dado que los cuásares son fuentes puntuales); dada una masa promedio de aproximadamente diez millones de masas solares, sería estadísticamente probable que un "quásar muerto" estuviera dentro de unos pocos megaparsecs de la Tierra.
En este momento, ya se estaba acumulando evidencia de que se encontraron agujeros negros supermasivos en el centro de grandes galaxias, que se distribuyen aproximadamente en el orden de un megaparsec entre sí. Por lo tanto, este argumento hizo un caso razonable de que los agujeros negros supermasivos fueron en un momento cuásares ultraluminosos.
Las primeras estimaciones cuantitativas de la densidad de masa en los agujeros negros supermasivos fueron de 5 a 10 veces más altas que la estimación de Sołtan. Esta discrepancia se resolvió en 2000 mediante el descubrimiento de la relación M-sigma, que mostró que la mayoría de las masas de agujeros negros publicadas anteriormente tenían un error.

## Restricciones actuales
A partir de 2008, las mejores restricciones para la masa de agujero negro supermasivo por megaparsec cúbico en el universo local derivadas del argumento de Sołtan están entre 2 - 5 x 10 5 masas solares. Este valor es consistente con las observaciones de la masa de los agujeros negros supermasivos locales.